# オルチャ川
オルチャ川（オルチャがわ、fiume Orcia）は、イタリア・トスカーナ州南部を流れる川の一つ。オンブローネ川左岸に流入する。
その水源はシエーナ県モンテ・チェトーナ (it:Monte Cetona) の南西斜面にあり、川はチェトーナ、サルテアーノ、ピエンツァ、サン・クイーリコ・ドルチャ、カスティリオーネ・ドルチャの各コムーネの領域に接している。残る2つのコムーネとの関係であるが、オンブローネ川に合流するところは県境になっていてグロッセート県のカステル・デル・ピアーノやチニジャーノとを分ける境界になっている。
この川から形作られた谷の大部分はヴァル・ドルチャで、この地域の非常に特徴的な環境と風景のため2004年にユネスコの世界遺産に加えられた。